# ده‌نو (اردستان)
ده‌نو یا ده‌آباد روستایی در دهستان ریگستان بخش زواره شهرستان اردستان استان اصفهان ایران است.

## جمعیت
بر پایه سرشماری عمومی نفوس و مسکن در سال ۱۳۹۵ جمعیت این روستا ۱۱ نفر (۶خانوار) بوده‌است.